# Distrito de Satipo
El Distrito de Satipo es uno de los nueve distritos de la Provincia de Satipo, ubicada en el Departamento de Junín, bajo la administración del Gobierno regional de Junín, en la parte central del Perú.
Desde el punto de vista jerárquico de la Iglesia católica, forma parte de la Vicariato apostólico de San Ramón.

## Historia
El distrito de Satipo fue creado mediante Ley N° 9171 del 18 de septiembre de 1940, en el primer gobierno del Presidente Manuel Prado y Ugarteche, como parte de la Provincia de Jauja y compuesto por los poblados de Satipo, La Victoria, Santa Ana, Mariposa, Pampa Hermosa, Santo Domingo, Santiago, Río Negro y Puerto Ocopa.
El 1 de noviembre de 1947, un fuerte terremoto destruyó completamente la ciudad, matando a más de 200 personas. La nueva carretera a Satipo no terminó de concluirse hasta la década del '50'.

## División administrativa

### Centros poblados
- Urbanos
  - Satipo
- Rurales

## Capital
Su capital es el centro poblado de Satipo, llamado San Francisco de Satipo, situado a 628 m s. n. m.

## Autoridades

### Municipales
Su primer alcalde fue Salvador Urco, nombrado por 3 años y luego por 2 años más (1961-1962).
- 2015 - 2018[2]
  - Alcalde: Teódulo Santos Arana, del Movimiento Junín Sostenible con su Gente (JSG).
  - Regidores:  Antonio Espinoza Meza (JSG), Eva Renee Gonzales Campos (JSG), Roy Alfredo Aguirre Mungi (JSG), Eliseo Delao Hinostroza (JSG), Ozias Gozme Cárdenas (JSG), Fernando Rivas Cárdenas (JSG), Meliza Rubi Minaya Quintimari (JSG), Mauro Isaac Mezoma Aysana (Fuerza Popular K), Julio Amador Quispe Ticse (Fuerza Popular K), Edilberto Carhuallanqui Berrocal (Junín Emprendedores Rumbo al 21), José Donadoni Torres Murayari (Junín Emprendedores Rumbo al 21).
- 2011 - 2014
  - Alcalde: César Augusto Merea Tello, de Fuerza 2011.
  - Regidores: Humberto Orozco García (Fuerza 2011), Marcelino Camacho Mahuanca (Fuerza 2011), Saul Edisson Fabián Rojas (Fuerza 2011), Erika Astrid Tantte Huaman (Fuerza 2011), Juan Rafael Rodríguez Paredes (Fuerza 2011), Virginia Yuriko Galvez Nakazone (Fuerza 2011), Maritza López Cristina (Fuerza 2011), Gilmer Javier Valverde Calero (CONREDES), Juan Carlos Quispe Ticse (CONREDES), Jhenny Ivonne Muñoz Hilares (Alianza para el Progreso), Freddy Nelson Farfan Falcón (Perú Libre).

### Policiales
- Comisario: Cmdte. PNP  .

### Religiosas
- Vicariato apostólico de San Ramón
  - Obispo: Gerardo Anton Žerdin, O.F.M..
- Parroquia San Francisco de Asís[3]
  - Párroco: Pbro. Wilson Raúl Criollo Benavides.
  - Vicarios: Pbro. Mario Brown y Pbro. Fabio Abel Díaz Cantos.

## Festividades
- 4 de octubre: San Francisco de Asís.